# Gabriele (Palermo)
Il Gabriele o Cariopele è un torrente che attraversa Palermo.
Le sorgenti sono raggiungibili percorrendo via Villa Nave o via Riserva Reale. Sotto la via Umberto Maddalena, meglio conosciuta dai palermitani come la conigliera, su di un terreno dell'acquedotto di Palermo, è collocato il gruppo più consistente di affioramenti naturali d'alimentazione.

## Idronimo

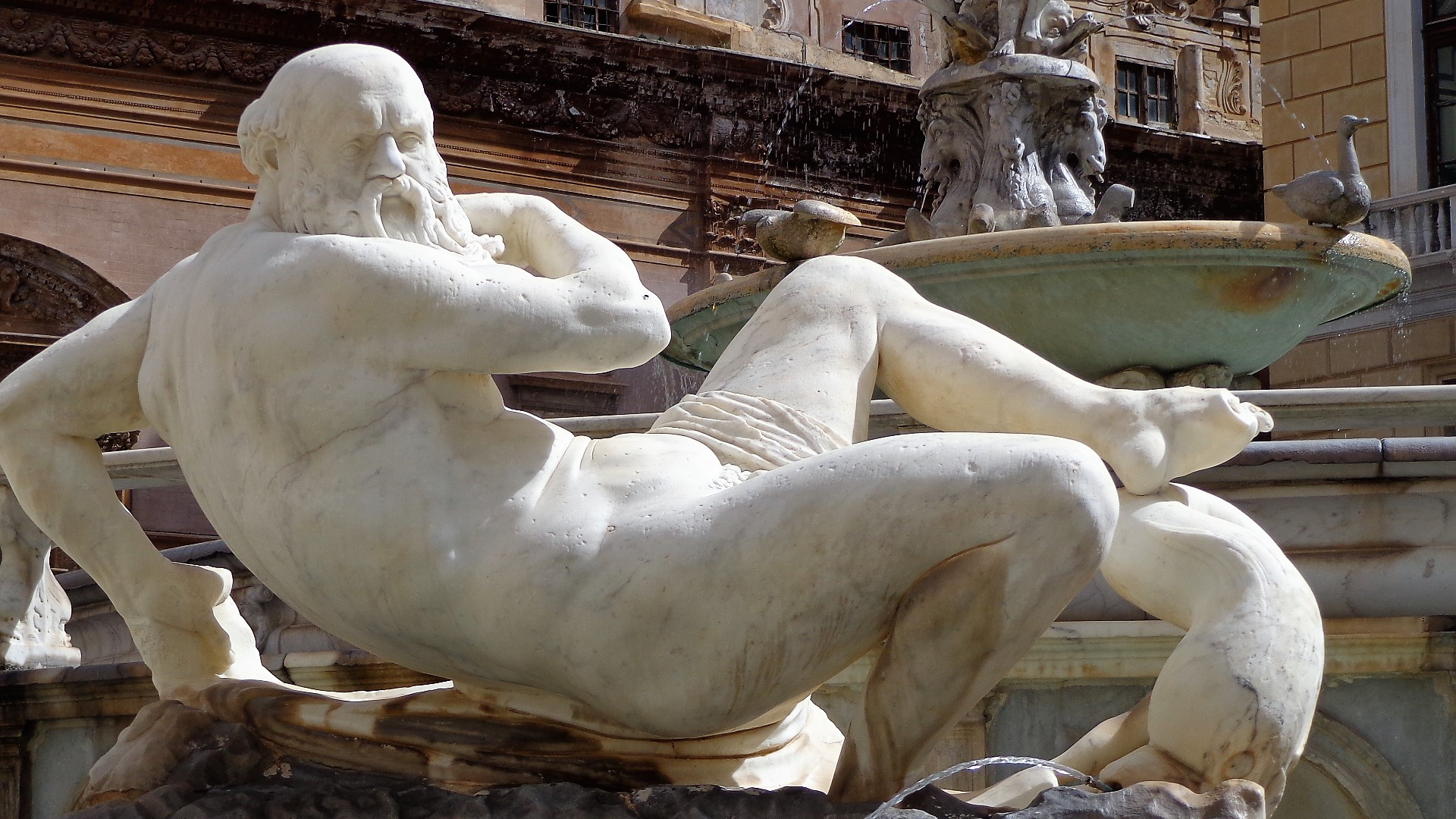
Gabriele o Cariopele, rappresentazione del fiume presso la Fontana Pretoria.

Si fa risalire il nome Gabriele alla parola araba al Garbal, come riferito negli appunti di Francesco Maria Emanuele Gaetani, marchese di Villabianca, che significa grotta irrigante.
Geologicamente il sito Sorgenti del Gabriele, a monte dell'attuale Riserva Reale di Boccadifalco, è costituito da quattro sorgenti da contatto denominate rispettivamente Gabrielotto, Cuba, Nixio e Campofranco, dalle quali l'acqua sgorga tra le rocce per naturale deflusso. L'alimentazione della falda proviene dal massiccio Sagana - Monte Cuccio.

## Storia
L'etimologia indica che le sorgenti erano conosciute già nel X secolo. Oltre che per usi domestici, l'acqua era impiegata dalla popolazione per alimentare il funzionamento dei mulini per la macinazione dei cereali, per far fronte al ciclo di lavorazione per la concia delle pelli e per la produzione delle terrecotte negli stazzoni dislocati attraverso la Zisa, alimentando i complessi della Zisa e della Cuba, fino a Castello a Mare, ristagnando in un acquitrino prima di sfociare a mare.
Con l'espansione edilizia dettata dall'aumento demografico, l'annoso problema dei rifiuti, l'alternarsi di mortiferi contagi di peste, il corso d'acqua che affiorava a cielo aperto immerso in una folta vegetazione, resero necessario la bonifica della zona malsana attraversata, in quanto la carente manutenzione e il ristagno delle acque, favorivano il diffondersi d'epidemie e la conseguente contaminazione delle stesse riserve idriche.
Un primo lavoro per la protezione delle sorgenti fu effettuato nel 1761, come recita una data incisa su di una parete della sorgente Gabriele che recita fecit R C 1761 (eseguito dalla Regia Corte 1761).

## Curiosità
Nei gruppi marmorei della Fontana Pretoria, secondo la rinominazione operata da Antonio Veneziano, il fiume cittadino è raffigurato dal pingue uomo maturo barbuto con anfora e delfino, posizionato nel settore di nord - ovest.